# Duke Nukem
Pour les articles homonymes, voir Duke Nukem (homonymie).
Duke Nukem est un personnage de jeu vidéo, protagoniste d'une série de jeux d'action homonyme, créée par Todd Replogle, George Broussard, Allen Blum et Scott Miller, développeurs chez 3D Realms.
Apparu pour la première fois dans le jeu Duke Nukem en 1991, ce n'est qu'à partir de Duke Nukem 3D, son troisième opus, que le personnage se construit véritablement et qu'il se fait connaître.
Blond et musclé, Duke Nukem est un militaire passionné par les armes à feu et les « gonzesses ». Il ne possède pas vraiment d'histoire mais dans ses aventures, il est essentiellement amené à lutter contre les extraterrestres qui envahissent la Terre. De manière générale, son univers tourne autour des femmes, du nucléaire et du paranormal. Duke Nukem est aussi célèbre pour ses très nombreuses répliques sarcastiques.

## Biographie fictive

### Traits physiques
Le personnage de Duke Nukem est un pastiche de plusieurs héros de films d'action hollywoodiens, tels que ceux joués par John Wayne, Charles Bronson dans Un justicier dans la ville, Arnold Schwarzenegger dans Commando, Sylvester Stallone dans Rambo, Bruce Willis en tant que John McClane dans Die Hard, Kurt Russell dans Les Aventures de Jack Burton dans les griffes du Mandarin, Roddy Piper dans Invasion Los Angeles, et Bruce Campbell sous les traits de Ash Williams dans la série Evil Dead[réf. nécessaire].
L'apparence de Duke ressemble à celle de Brian Bosworth ainsi qu'aux personnages interprétés par Dolph Lundgren et Jean-Claude Van Damme.[réf. nécessaire] Il est grand, musclé, et a les cheveux blonds coiffés en brosse. Son style vestimentaire n'a quasiment jamais changé : débardeur rouge, blue-jean et bottes de moto noires ou rangers. Les premiers épisodes permettent de dire qu'il a les yeux bleus mais à partir de Duke Nukem 3D, il porte en permanence des lunettes noires. C'est aussi à partir de cet épisode que sa voix est celle de Jon St. John, lui donnant ce ton grave et rauque bien connu. Dans la version française des jeux PlayStation, sa voix fut d'abord celle de Michel Roy (dans Duke Nukem 3D), de Jean-Yves Chilot (dans Duke Nukem : Time to Kill) puis ce fut ensuite au tour de Daniel Beretta, qui double notamment Arnold Schwarzenegger. Le parallèle avec Schwarzenegger est d'ailleurs fréquent tant Duke Nukem et les personnages incarnés par Schwarzenegger possèdent des caractéristiques communes.
Il est souvent représenté équipé d'un réacteur dorsal et armé d'un gros pistolet automatique, de nature indéterminée au début, mais ressemblant vaguement à un Desert Eagle dans ses aventures les plus récentes. Un gros plan durant la cinématique au début de l'épisode Manhattan Project permet d'ailleurs de lire l'inscription 'Golden Eagle' sur le canon de l'arme.

### Traits de caractère
Duke Nukem a un caractère susceptible et rancunier et se fie avant tout à ses instincts primaires. Il règle la plupart des problèmes par la force et la violence et ne fait pas dans la fioriture.
En dehors des filles faciles et du porno en général, Duke Nukem ne semble pas s'intéresser à grand chose. D'ailleurs lorsque la Terre est envahie, Duke se soucie surtout du fait que les extraterrestres veulent lui prendre ses « gonzesses ». Bien que Duke soit narcissique, machiste, et vulgaire, toutes les femmes qu'il rencontre dans ses aventures lui succombent.
Il est un adepte du culturisme, ce qui lui a permis de se sculpter un corps musclé gonflé aux stéroïdes qu'il passe des heures à admirer devant les miroirs. Il possède également une moto Harley-Davidson avec laquelle il participe à des courses. Il aime l'alcool, notamment la bière.
De son accent anglais très Cockney, Duke Nukem aime plaisanter en toute occasion, son humour noir et sarcastique vise essentiellement les femmes et les extraterrestres. Ses propos envers les femmes sont souvent grivois et sexistes, sans être orduriers, tandis qu'il se moque grassement de ses ennemis et s'auto-complimente dans le feu de l'action.
Le passé du personnage reste en grande partie inconnu. Militaire de formation, il a passé un an chez les marines. Dans le tout premier épisode, Duke est engagé par la CIA pour une mission commando contre l'ennemi, le Dr Proton, mais rien n'est dit sur le personnage lui-même, à part peut-être qu'il résiderait en Californie. Dans Duke Nukem II, il fait la promotion de son autobiographie Why I am so great (« Pourquoi je suis si génial ») quand les extraterrestres décident d'envahir la terre. Depuis Duke Nukem 3D, il semblerait que Duke Nukem n'ait pas de chef et agisse pour son propre compte. Cependant, il est parfois envoyé par le gouvernement des États-Unis, comme dans Zero Hour, et est même acclamé en héros et reçu par le maire de New York dans Manhattan Project. Dans l'extension Duke in DC, Duke parcours un Washington DC contrôlé par les extra-terrestres à la recherche du président américain de l'époque : Bill Clinton.
Une partie de l'univers de Duke Nukem provient du film culte de John Carpenter They Live (Invasion Los Angeles en VF), notamment les lunettes de soleil de Duke, ainsi que certaines phrases culte comme I have come here to chew bubblegum and kick asses... And I'm all out of bubblegum (« Je suis venu ici pour mâcher du chewing-gum et botter des culs... Et je n'ai plus de chewing-gum »).
Bien que ce soit sujet à controverse chez les fans, le nom de « Nukem » serait la contraction de « nuke them » (« atomisez-les » en anglais). D'ailleurs, depuis Duke Nukem II, le symbole nucléaire est systématiquement associé au personnage. Duke s'est appelé « Nukum » dans la mise à jour de la version 2.0 du premier jeu, car les concepteurs avaient cru comprendre que le nom avait déjà été déposé sous copyright (dû à un personnage de Capitaine Planète qui se nommait aussi Duke Nukem) En réalité il n'en était rien, et le nom de « Nukem » a pu être repris lors du développement du deuxième opus.
De nombreux clins d'œil des développeurs laissent souvent sous-entendre que Lara Croft serait la copine de Duke Nukem,.

### Compétences
Selon le fascicule de Time to Kill, Duke Nukem est un expert en explosifs, armes blanches et armes à feu ; il maîtrise également parfaitement les technologies extraterrestres et est un spécialiste de la survie en milieu hostile. Très sportif, Duke est un gymnaste accompli et un haltérophile pouvant soulever jusqu'à 600 livres au développé couché, il pratique également l'escalade de haut niveau, la natation et la course à pied. Sa robustesse lui permet d'encaisser de nombreuses balles sans mourir ; dans les jeux les plus récents, seul son ego souffre lorsqu'il est blessé et fait donc office de barre de vie.
Duke Nukem n'est pas un intellectuel et sa stratégie pour repousser les envahisseurs consiste principalement à éliminer tous les ennemis sur son passage sans se poser trop de questions ; on le voit notamment atomiser chaque lieu envahi par les extra-terrestres à la fin de chaque « mission », y compris des villes américaines.

## Conception
Selon Scott Miller, une des explications au succès de Duke Nukem est que le héros est un héros parlant, contrairement aux autres jeux de l'époque dont les protagonistes restaient muets.
Avant Duke Nukem 3D, la voix de Duke Nukem était doublée par l'équipe d'Apogee. En 1994, Jon St. John, alors animateur de radio à San Diego, est approché par la comédienne de doublage et directrice de distribution Lani Minella qui lui propose de prêter sa voix à des personnages de jeux vidéo. Parmi les premiers projets qu'elle lui propose, Jon St John décroche le rôle de Duke Nukem pour lequel les développeurs recherchaient une voix proche de l'inspecteur Harry de Clint Eastwood mais en un peu plus rauque.

## Liste des jeux vidéo avec Duke Nukem
- 1991 : Duke Nukem sur DOS
- 1993 : Duke Nukem II sur DOS
- 1996 : Death Rally sur DOS
- 1996 : Duke Nukem 3D sur DOS, macOS et Saturn
- 1997 : Duke Nukem 64 sur Nintendo 64
- 1997 : Duke Nukem: Total Meltdown sur PlayStation
- 1998 : Duke Nukem: Time to Kill sur PlayStation
- 1998 : Duke Nukem sur Game Boy Color
- 1999 : Duke Nukem: Zero Hour sur Nintendo 64
- 2000 : Duke Nukem: Land of the Babes sur PlayStation
- 2002 : Duke Nukem Advance sur Game Boy Advance
- 2002 : Duke Nukem: Manhattan Project sur Windows
- 2011 : Duke Nukem Forever sur PC, PlayStation 3 et Xbox 360
- 2011 : Duke Nukem: Critical Mass sur Nintendo DS
- 2016 : Duke Nukem 3D: 20th Anniversary World Tour sur  PC, PlayStation 4, Xbox One

### Ennemis
Les premiers adversaires de Duke étaient les robots du Dr Proton, un scientifique fou ayant cherché à conquérir le monde à la tête d'une armée cybernétique. Dans le second épisode, ce sont de mystérieux extraterrestres qui enlèvent Duke pour se servir de son cerveau dans leur ordinateur de guerre qui devait leur permettre de conquérir la Terre. C'est à partir de Duke Nukem 3D qu'apparaissent ceux qui deviendront ses ennemis récurrents : d'autres extraterrestres (ce serait les mêmes que dans Duke Nukem II, mais ils sont difficilement reconnaissables) qui veulent toujours s'emparer de la planète pour réduire les humains en esclavage ainsi que des ressources minières de notre planète.
Comme cet épisode marque l'apparition dans la série de son humour décapant caractéristique, les dits extraterrestres sont quasiment des caricatures, et semblent sortir des téléfilms de science-fiction bas de gamme des années 1980. Bien que l'histoire ne dit pas ce que les extraterrestres veulent faire des humains, ils ont une fascination inexpliquée pour les  humaines, et notamment les prostituées des bas fonds de Los Angeles, qu'ils collectionnent (à moitié dénudées) dans des bocaux organiques.
Les opposants les plus courants de Duke sont sans doute les Porcoflics (Pig Cop) qui sont des agents aliens transformés en phacochère mutant pour supprimer l'opposition humaine résiduelle. Armés d'un fusil à pompe, ils portent l'uniforme du LAPD mais les initiales ont été remplacées par l'acronyme « LARD ». Autre ennemi récurrent, le Cervoctuple (Octobrain) est une sorte de pieuvre volante dotée d'un cerveau démesuré et d'une vision trifocale, qui peut lancer un rayon d'énergie mentale. Enfin, les troopers ou soldats d'assaut, extraterrestres humanoïdes et brunâtres, forment l'unité de base de l'armée extraterrestre à laquelle Duke Nukem a affaire.

### Armes récurrentes
Dans le premier Duke Nukem, l'unique arme de Duke est décrite comme une sorte de fusil à radiation. Dans l'opus suivant, cette arme devient adaptable, pouvant tirer, au gré des bonus trouvés, des missiles ou des lasers. Avec le passage au jeu de tir à la première personne avec Duke Nukem 3D, Duke s'est équipé d'un arsenal plus important encore, et souvent original. La plupart des armes de Duke Nukem 3D sera reprise dans les épisodes suivants.
Ainsi, l'arme de base de Duke Nukem est un pistolet automatique dont l'allure se rapproche de celle du Desert Eagle dans les épisodes suivants. Au corps à corps, Duke Nukem sait donner des coups de pied. Parmi les autres armes récurrentes se trouvent le fusil à pompe, la mitrailleuse, le lance-roquettes RPG-7, les bombes tuyau (pipe bombs).

### Musique thématique
Le thème original de Duke Nukem est la musique appelée Grabbag et a été composée par Lee Jackson. Lorsque Lee Jackson composa le morceau, il n'eut pas le temps de le peaufiner et Duke Nukem 3D sortit avec la version non-finalisée de Grabbag, bien que le thème fût déjà reconnaissable. Le jeu a ensuite été réédité dans le célèbre Plutonium pack avec la version aboutie de Grabbag. Le titre Grabbag (« fourre-tout » en anglais) est un titre trouvé à la va-vite car Jackson, avait besoin d'un nom de fichier pour sauvegarder son travail sur ordinateur. Comme la musique a été composée avec une myriade de petits éléments sonores que Jackson a repris çà et là, il décide d'appeler son projet « Grabbag ».
Le thème principal de la série Duke Nukem a été repris par le groupe Megadeth. Cette reprise est présente sur la version japonaise de leur album Risk, mais également sur Music to Score by et dans l'album "To rare to die" , la bande originale de Duke Nukem.
L’opus de Duke Nukem : Time to Kill est joué par le groupe Stabbing Westward : The thing i hate.